# Ernst Ahl
[carece de fontes?]
Christoph Gustav Ernst Ahl (Berlim, 1 de setembro de 1898 – Iugoslávia, 14 de fevereiro de 1945) foi um zoólogo da Alemanha.

## Carreira
Ele era o diretor do departamento de ictiologia e herpetologia do Museum für Naturkunde.
Ele também foi o editor-chefe da revista Das Aquarium de 1927 a 1934.
Durante a Segunda Guerra Mundial, Ahl lutou nas fileiras da Wehrmacht - na Polônia, Norte da África e depois na Iugoslávia. Ele foi executado enquanto estava refugiado na Iugoslávia, depois que os guerrilheiros descobriram que ele era alemão.
Ele realizou um dos primeiros estudos das pogonas, determinando a que gênero eles pertencem.
Ahl é comemorada nos nomes científicos de duas espécies de lagartos: Anolis ahli e Emoia ahli. Este último é sinônimo de Emoia battersbyi.